# 锡马科沃农村居民点
锡马科沃农村居民点（俄语：Симаковское сельское поселение）是俄罗斯联邦伊万诺沃州上兰杰赫区所属的一个农村居民点。其下辖有23个居民点，行政中心为锡马科沃。据2016年统计，该农村居民点的人口为446人。